# Gregorio Pérez
Gregorio Elso „Goyo” Pérez Perdigón (ur. 16 stycznia 1948 w Maldonado) – urugwajski piłkarz występujący na pozycji defensywnego pomocnika, trener piłkarski.